# Mesoscincus managuae
Espèce
Synonymes
- Eumeces managuae Dunn, 1933

Statut de conservation UICN

 LC  : Préoccupation mineure
Mesoscincus managuae est une espèce de sauriens de la famille des Scincidae.

## Répartition
Cette espèce se rencontre au Costa Rica, au Nicaragua, au Honduras et au Salvador.

## Étymologie
Cette espèce est nommée en référence au lieu de sa découverte : le département de Managua.

## Publication originale
- Dunn, 1933 : A new lizard from Nicaragua. Proceedings of the Biological Society of Washington, vol. 46, p. 67-68 (texte intégral).